# Spitalkirche Herrenberg

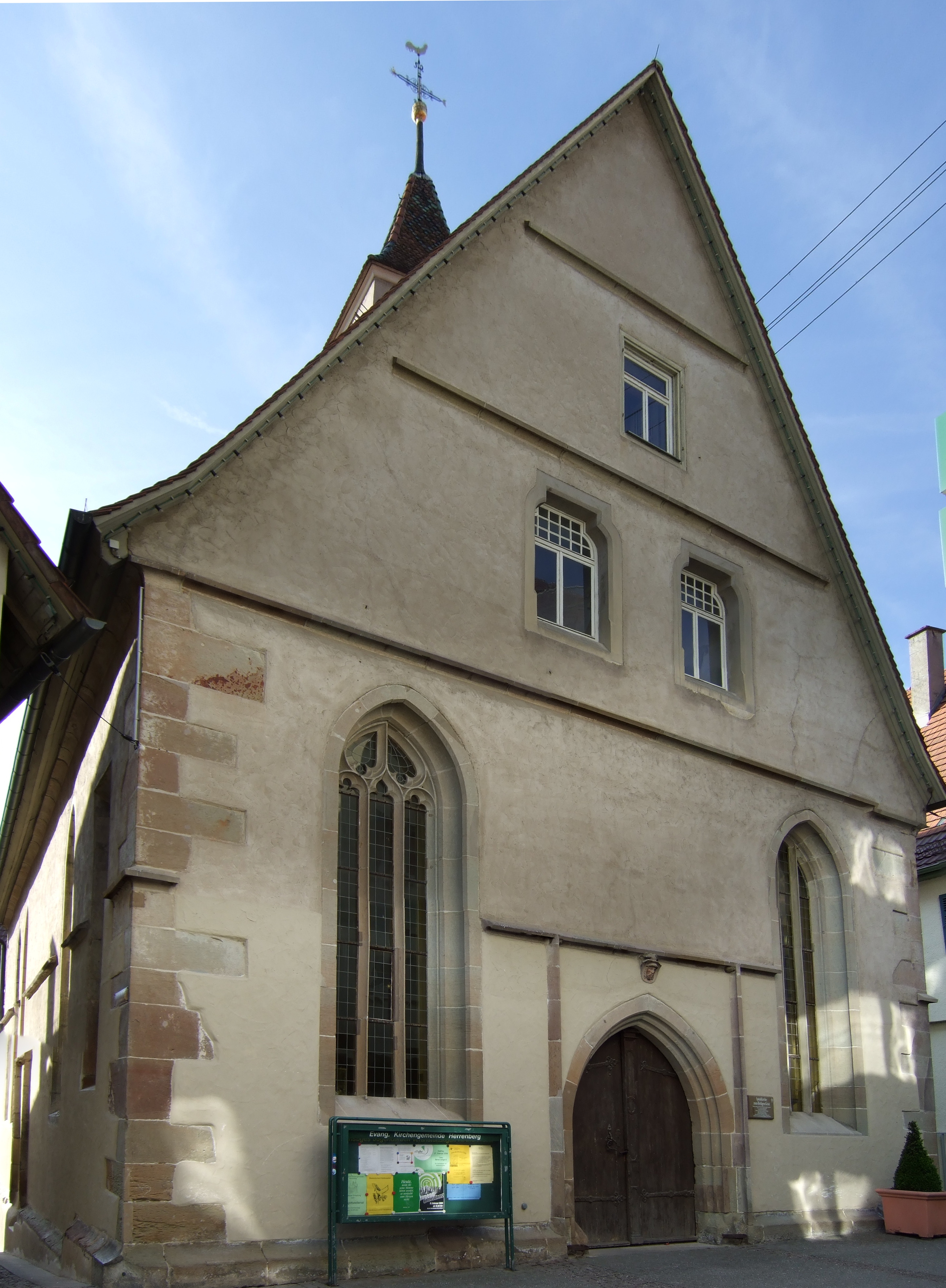
Spitalkirche zum Heiligen Geist

Die Spitalkirche ist ein evangelisches Kirchengebäude in Herrenberg, Baden-Württemberg.

## Geschichte
Im Jahr 1400 wurde durch eine Stiftung des Bürgers Hans Huter mit der Beteiligung der Stadt das Herrenberger Spital gegründet. Es sollte eine Herberge für arme und alte Menschen geschaffen werden. Im Jahr 1412 wird die Spitalkirche Zum Heiligen Geist erstmals erwähnt, sie wurde auf dem Grundstück des Bürgers Hans Huter gebaut. Herrenberger Bürger haben diese Kirche gestiftet. Sie hatte anfänglich nur den Rang einer Kapelle für das Spital.
Im Jahr 1466 fielen drei Viertel des Ortes einem wohl im Rathaus ausgebrochenen Großbrand zum Opfer. Alle Urkunden und Dokumente aus dieser Zeit wurden ein Raub der Flammen. Im Jahr 1508 verordnete am „wegen des hohen und schweren Kirchgangs besonders zu Winterzeiten so Schnee und Eis Entsteht, also daß viel Menschen auf solchem Kirchgang schwerlich und zum Teil so hart gefallen sind, daß ihnen ihr Leben lang und bis in die Grube gefolgt hat“, dass „aufgrund von Stiftungen dreimal in der Spitalkirche Messe gehalten werde, montags eine gelesene, donnerstags ein gesungenes Amt von unseres Herrn zarten Fronleichnam und samstags ein gesungen Amt von unserer lieben Frauen“.
Im Juli 1635 brannte die Stadt durch die „Verwahrlosung“ eines Soldatenjungen fast vollständig ab. 270 Häuser wurden ein Raub der Flammen. Nur die Propstei und einige Häuser am Burgrain und in der Stuttgarter Straße überstanden den Brand.
Im Jahr 1656 wurde die wiederhergestellte Spitalkirche eingeweiht. Die Holzkanzel aus der Spätrenaissance mit Intarsienarbeiten, lange Zeit nahe der Mitte der Südostwand neben dem Portal platziert, fertigte Christian Kleber aus Danzig in der Werkstatt von J. Philipp Rommelspacher in Herrenberg. Der Unterzug, welcher mit mehreren Hängesäulen die Dachbalken über dem Kirchenraum trägt, wird zusätzlich durch eine mächtige raumhohe Säule abgestützt.
Im Jahr 1879 wurde die Spitalkirche restauriert und dabei die alte Renaissance-Stuckdecke mit einer Holz-Kassettendecke kaschiert. Die Annahme, diese Renovierung sei durch den Stuttgarter Architekten Heinrich Dolmetsch erfolgt, ist nirgends belegt. 1909 erfolgten weitere Änderungen im Innenraum; u. a. wurde die Emporenbrüstung optisch geöffnet, neue Bänke eingebaut und die Kassettendecke im Sinne der Zeit übermalt. In der Zeit des Nationalsozialismus war das Obergeschoss der Kirche Zufluchtsort für die kirchliche Jugendarbeit.
1942 musste die Glocke zu Rüstungszwecken abgegeben werden. Am 16. April 1945 wurde die Spitalkirche durch einen Bombentreffer schwer beschädigt, der Innenraum wurde verwüstet. Beim Wiederaufbau 1947 wurde in die Südostwand ein viertes Fenster eingebrochen und mit stilgerechter Leibung und Maßwerk versehen. Der dortige Eingang wurde zugemauert und die Kanzel auf verkürztem Fuß weiter nach Nordosten gesetzt. Es entstand eine neue Wandfläche, vor die der Altar gestellt wurde. Hinter dem Altar wurde das zweifarbige Sgraffito von Rudolf Yelin d. J. angebracht. Das wertvolle Kruzifix aus dem 15. Jahrhundert wurde dabei in das Sgraffito eingearbeitet. Die nun auch verbreiterte Empore war bereits seit alters dieser Wand im Sinne einer Querkirchenkonzeption zugekehrt, so dass nach der Drehung eines Teils des Gestühls im Schiff weiterhin die in der Nordostecke stehende Kanzel und der vor der Südostwand stehende Altar der Mittelpunkt des Kirchenraumes war. Im Februar 1948 wurde die Spitalkirche nach Abschluss der Arbeiten wieder eingeweiht.
Bis in die 1970er Jahre diente die Spitalkirche der Herrenberger Kirchengemeinde als Winterkirche sowie für Wochen- und Schülergottesdienste. Die oberen Stockwerke beherbergten lange die Kinderkirche und Jugendkreise. Als die Stiftskirche wegen aufwendiger Renovierungsarbeiten für zehn Jahre geschlossen blieb, wurde die Spitalkirche zum Haupttreffpunkt aller Gläubigen der Kirchengemeinde.
Im Jahre 2000 wurde die Kirche für die bauliche Sanierung und Erstellung eines neuen Nutzungskonzepts geschlossen und am 10. Februar 2019 als Gottesdienst-, Bildungs-, Sozial- und Kulturraum wieder eröffnet. Zwei Felder der Renaissancedecke sind sichtbar belassen.

## Orgel
Die Orgel der Spitalkirche in Herrenberg wurde von der Orgelbaufirma Plum erbaut. Das Instrument hat 12 Register auf einem Manualwerk und Pedal. Die Manualregister stehen auf Wechselschleifen und sind auf zwei Manualen registrierbar.
| I/II Manualwerk C–g3 |             |    |
| 1.                   | Metallflöte | 8′ |
| 2.                   | Gedeckt     | 8′ |
| 3.                   | Oktave      | 4′ |
| 4.                   | Rohrflöte   | 4′ |
| 5.                   | Prinzipal   | 2′ |

| (Fortsetzung) |                |       |
| 6.            | Waldflöte      | 2′    |
| 7.            | Quinte         | 2 ⁄3′ |
| 8.            | Sesquialter II |       |
| 9.            | Mixtur IV      | 1′    |

| Pedalwerk C–f1 |              |     |
| 10.            | Subbaß       | 16′ |
| 11.            | Flöte        | 8′  |
| 12.            | Trompetenbaß | 8′  |

- Koppeln: II/I, I/P, II/P